# Pingdingshan
Pingdingshan, tidigare känd som Pingtingshan, är en stad på prefekturnivå i Henan-provinsen i centrala Kina. Den ligger omkring 110 kilometer sydväst om provinshuvudstaden Zhengzhou.

## Administrativ indelning
Pingdinshan består av fyra stadsdistrikt, två städer på häradsnivå och fyra härad:
- Stadsdistriktet Xinhua (新华区), 157 km², 389 842 invånare (2010);
- Stadsdistriktet Weidong (卫东区), 103 km², 302 582 invånare;
- Stadsdistriktet Zhanhe (湛河区), 124 km², 286 642 invånare;
- Stadsdistriktet Shilong (石龙区), 35 km², 54 909 invånare;
- Staden Wugang (舞钢市), 640 km², 313 807 invånare;
- Staden Ruzhou (汝州市), 1 573 km², 927 870 invånare;
- Häradet Baofeng (宝丰县), 722 km², 490 236 invånare;
- Häradet Ye (叶县), 1 387 km², 777 150 invånare;
- Häradet Lushan (鲁山县), 2 406 km², 789 845 invånare;
- Häradet Jia (郏县), 727 km², 571 484 invånare.

## Klimat
Genomsnittlig årsnederbörd är 819 millimeter. Den regnigaste månaden är september, med i genomsnitt 157 mm nederbörd, och den torraste är januari, med 5 mm nederbörd.